# NDA
"NDA" (acrônimo de "non-disclosure agreement") é uma canção gravada pela cantora norte-americana Billie Eilish para seu segundo álbum de estúdio, Happier Than Ever (2021). A canção foi escrita por Eilish e seu irmão Finneas O'Connell, que também produziu. Foi lançada em 9 de julho de 2021 através da Darkroom e Interscope Records, como o quinto single do álbum. A letra da canção reflete a batalha de Eilish com a fama e pela sua privacidade, bem como tocando em seus relacionamentos.

## Antecedentes e composição

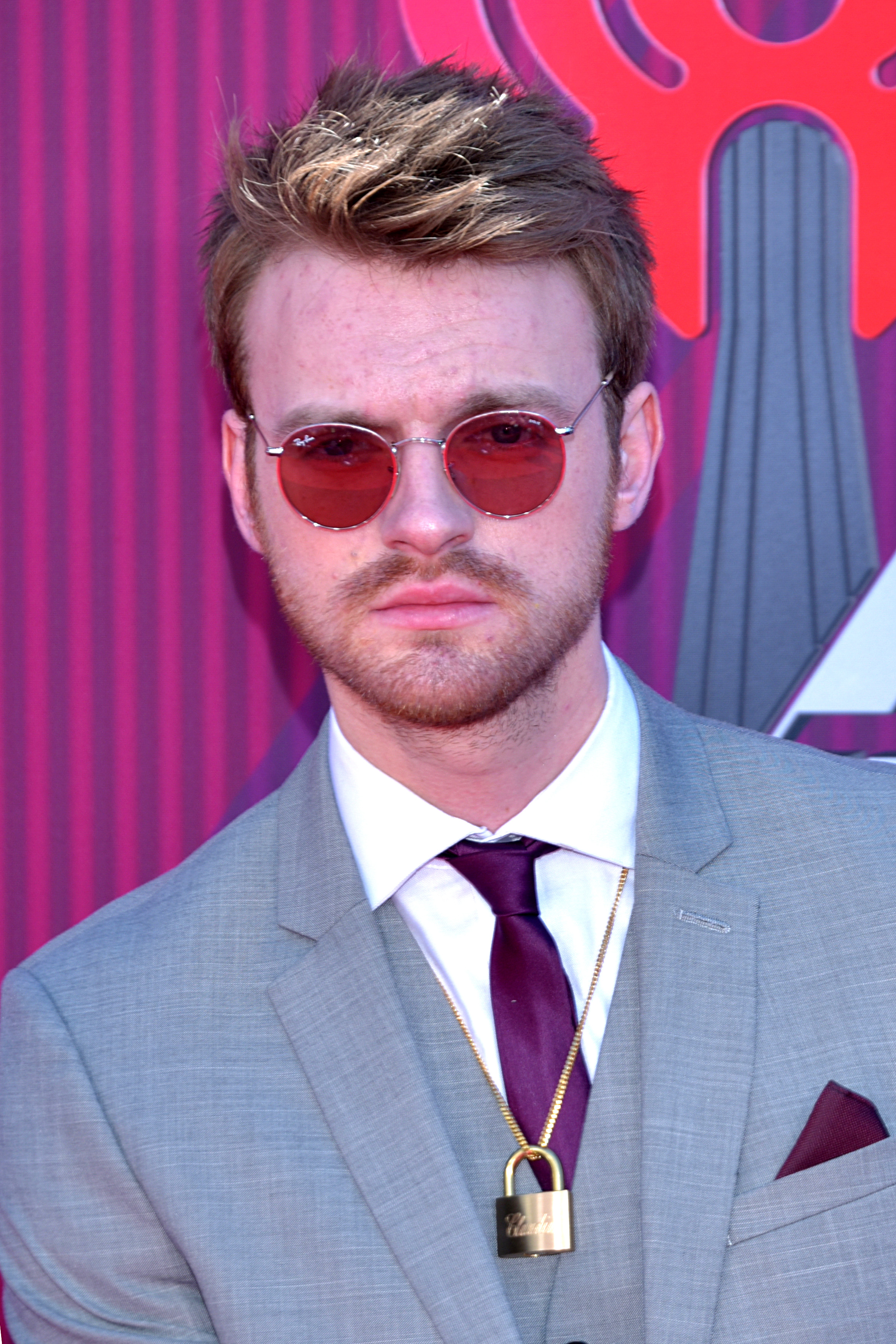
O irmão de Eilish, Finneas O'Connell (foto) produziu a faixa, também a escreveu

Desde agosto de 2020, Eilish tem sido alegadamente perseguida por um homem chamado John Matthews Hearle. A cantora entrou com uma ordem de restrição contra ele em 11 de fevereiro de 2021, com a vitória no caso no mês seguinte. Eilish fez referências a esse incidente em "NDA" nas linhas "Tive que guardar meu dinheiro para a segurança / Tem um perseguidor andando para cima e para baixo na rua / Diz que é Satanás e gostaria de conhecer".
"NDA" é uma canção do gênero trance, descrita como pop, pop alternativo, hyperpop e electropop. resenta sintetizadores atmosféricos, sub-baixo, auto tune electro e vocais sussurrantes de Eilish em uma "produção esparsa e ressonante". O baixo fica mais "intensivo" e "agressivo" durante o refrão da canção. Foi composta em Sol maior, e os vocais da cantora vão de G3 a D5. Eilish canta sobre querer um "menino bonito", e como ela queria assinar um acordo de NDA (acordo de não-divulgação) com ele, bem como sua fama e dinheiro, referindo-se a Forbes 30 Under 30.

## Lançamento
Em 27 de abril de 2021, Eilish anunciou seu segundo álbum de estúdio Happier Than Ever (2021). "NDA" foi o quarto single lançado do álbum, após o lançamento do single promocional "Lost Cause" em 2 de junho de 2021. "NDA" foi anunciada através de uma publicação no Instagram de Eilish ao lado de um videoclipe em 1º de julho de 2021. A canção foi lançada para download digital e streaming em 9 de julho de 2021. Além disso, foi enviada para estações de rádios mainstream da Itália no mesmo dia. Foi enviada a rádio pop dos EUA em 20 de julho.

## Histórico de lançamento
| Região         | Data                | Formato(s)                 | Gravadora           | Ref.   |
| -------------- | ------------------- | -------------------------- | ------------------- | ------ |
| Várias         | 9 de julho de 2021  | Download digital streaming | Darkroom Interscope | [ 18 ] |
| Itália         | 9 de julho de 2021  | Rádios mainstream          | Universal           | [ 19 ] |
| Estados Unidos | 20 de julho de 2021 | Rádios mainstream          | Darkroom Interscope | [ 20 ] |
| Estados Unidos | 20 de julho de 2021 | Rádios alternativo         | Darkroom Interscope | [ 21 ] |